# Fortgrav

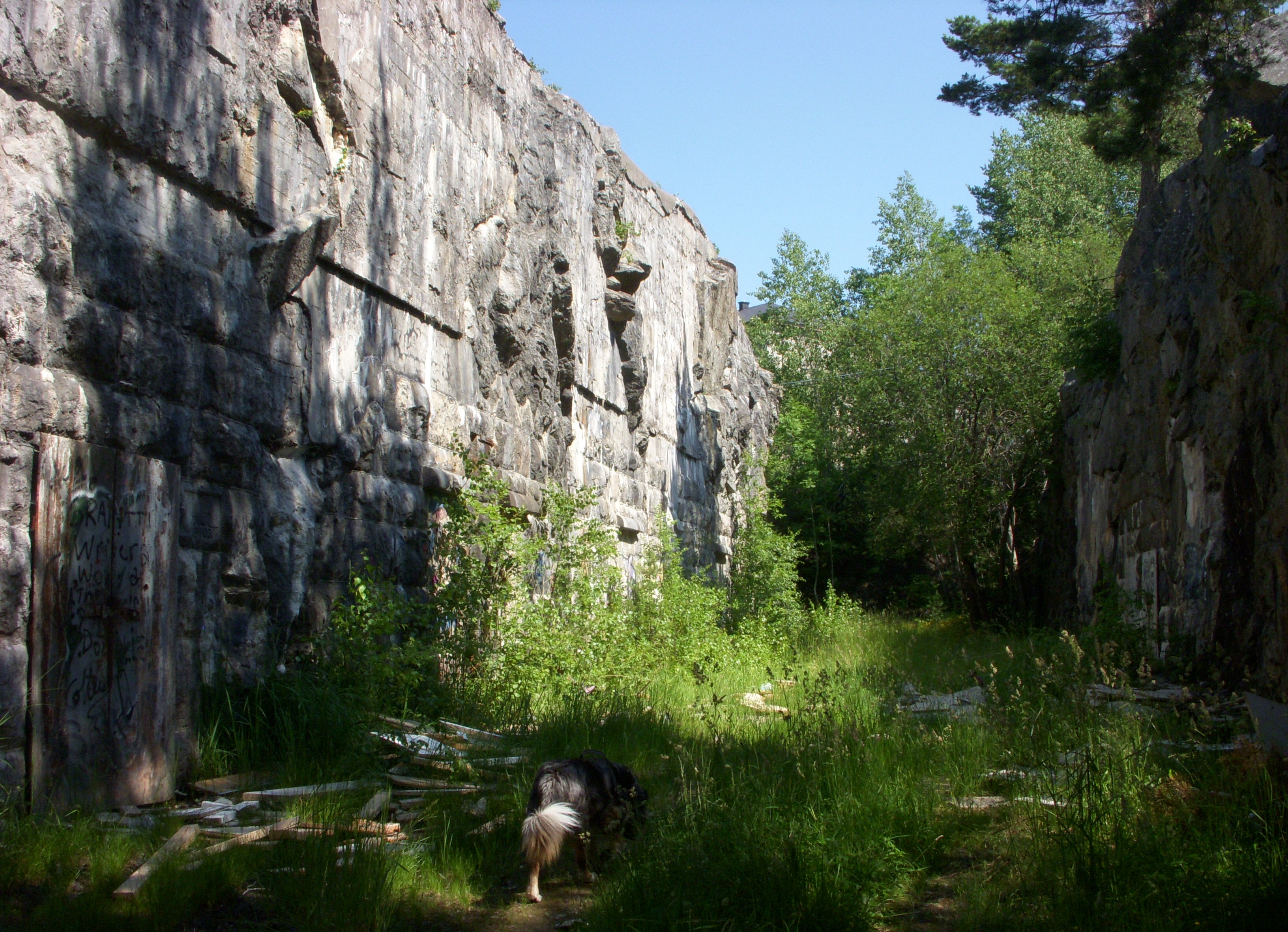
Stormgrav för 12:e batteriet, Rindö.

Fortgrav, eller stormgrav, är den fördjupning som omger ett fort som är utsprängd ur urberget. Graven fungerar som ett stormhinder och fyller samma funktion som gamla tiders vallgravar, men innehåller inget vatten. 
Den inre sluttningen, eller väggen, närmast fortet kallas eskarp. Den var ofta försedd med stormhinder, utstickande kaponjärer och andra försvarsanordningar. En typ av försvarsanordning var ett slutet utrymme i eskarpen som kallas eskarpgalleri och är vanligen avsett för att beskjuta de fiender som har tagit sig in i graven för att storma fästningen. Eskarpgallerier är oftast placerade i anslutning till fortets huvudingång och är vanligen beväpnade med kulsprutor och kaponjärkanoner. 
Kontereskarp (franska contre-escarpe) är den yttre sluttningen av en befästnings stormgrav. Förr grävdes den vanligen ut i jord med så brant lutning, som omständigheterna medgav, för att försvåra nedstigandet i graven. Det förekom även långsluttande kontereskarp, så kallade glacis en contre-pente (Fältvall) för att underlätta motanfall. Med kasteldens förbättrande följde emellertid nödvändigheten att till stormfrihetens betryggande kläda in fästningsgravarnas kontereskarp med en mur till minst sex meters höjd. För att kunna motstå spränggranaternas verkan gjordes denna beklädnadsmur särskilt stark och byggdes någon gång med bärvalv. Från kontereskarpen utgick kontraminsystemet, och vid densamma lades kontereskarpgalleriet och reverskaponjären.
Kontereskarpgalleriet som är ett slutet utrymme i kontereskarpen är avskilt från resten av fästningen och används för att beskjuta de fiender som tagit sig ner i graven från kontereskarpen för att storma fästningen. Av denna anledning är kontereskarpgallerier oftast placerade i ett hörn av fästningsgraven så att man kan skjuta längs med graven utan att skada egna trupper inne i fästningen. Omedelbart utanför galleriet fanns ofta ett vattenfyllt dike, vilket försvårade för fienden att ta sig fram till galleriets skottgluggar för att bekämpa besättningen. I moderna befästningar är kontereskarpgallerier vanligen beväpnade med kulsprutor och kaponjärkanoner.